# إدغار بيريز
إدغار بيريز (بالإسبانية: Edgar Perez)‏ هو شخصية أعمال بيروفي، ولد في 7 فبراير 1974 في ليما في بيرو.